# چرمیک (شاوشات)
چرمیک (به ترکی استانبولی: Çermik) یک منطقهٔ مسکونی در ترکیه است که در شاوشات واقع شده‌است. چرمیک ۲۷ نفر جمعیت دارد.